# یوریسا بولیات
یوریسا بولیات (کرواتی: Jurica Buljat; زادهٔ ۱۲ سپتامبر ۱۹۸۶) بازیکن فوتبال اهل کشور کرواسی است.
وی برای تیم ملی کرواسی ۲ بازی انجام داده و ۰ گل به ثمر رسانده‌است. پست تخصصی این بازیکن نیز، دفاع است.